# Diboruro di magnesio
Il diboruro di magnesio (MgB2) è un composto binario inorganico superconduttore con una temperatura critica di circa 38 K e temperature di esercizio dell'ordine di 20-25 kelvin a campi magnetici di circa 1 Tesla. Può essere raffreddato in elio gassoso (utilizzando un ciclo frigorifero) o in idrogeno liquido.

## Storia
Le sue potenzialità come superconduttore sono state annunciate nella rivista statunitense Nature nel marzo del 2001. La sua temperatura critica (Tc) di -234 °C (39 kelvin) è la più alta tra i superconduttori convenzionali, di tipo BCS (Bardeen–Cooper–Schrieffer). Con questa temperatura di transizione, è impiegabile con un raffreddamento a elio liquido, ma non con azoto liquido. Per il raffreddamento ad azoto liquido sono attualmente impiegabili i cuprati, tra cui l'YBCO. Venne sintetizzato per la prima volta nel 1953, ma le sue proprietà come superconduttore sono state scoperte solo nel 2001.
Anche se in genere si pensa che sia un superconduttore convenzionale (mediato da fononi), è piuttosto inusuale. La sua struttura elettronica è tale che esistono due tipi di elettroni nel livello di Fermi con comportamenti ampiamente differenti, dal momento che uno di questi (con legame sigma) è molto più superconduttivo rispetto all'altro (con legame pi). Questo contrasta con le normali teorie della superconduttività mediata da fononi, che stabilisce che tutti gli elettroni devono comportarsi nella stessa maniera. La comprensione teorica delle proprietà del MgB2 è stata raggiunta quasi del tutto grazie a due "gap" di energia. Nel 2001 si riteneva ancora che si comportasse più come un superconduttore metallico che come un superconduttore a composti del rame.

## Sintesi
Non è facile sintetizzare il diboruro di magnesio. Il metodo più semplice è quello della reazione ad alta temperatura tra polveri di boro e magnesio. La formazione inizia a 650 °C; dal momento che il magnesio metallico fonde a 652 °C, si considera che il meccanismo di reazione venga moderato dalla diffusione del vapore di magnesio attraverso i confini dei grani di boro. Alle temperature di reazione convenzionali, la sinterizzazione è minima, anche se avviene sufficiente ricristallizzazione dei granuli da consentire l'effetto tunnel tra i granuli.
Cavi in diboruro di magnesio superconduttivi possono essere prodotti attraverso il processo "polvere in un tubo" (con acronimo inglese "PIT", da powder-in-tube). Nella variante in situ, una miscela di boro e magnesio (non la molecola definitiva) viene versata in un tubo metallico, dal quale per estrusione si ottiene un cilindro che viene ridotto in diametro dalla trafilatura convenzionale. Il cavo viene in seguito riscaldato alla temperatura di reazione che darà luogo a MgB2 all'interno. Nella variante ex situ, il tubo viene riempito con MgB2 in polvere, ridotto di diametro, e sinterizzato a una temperatura dai 800 ai 1000 °C. In entrambi i casi, una successiva pressatura isostatica calda a circa 950 °C incrementa ulteriormente le proprietà.
Il processo noto come HPCVD è stata la tecnica più efficace per depositare film sottili di diboruro di magnesio (MgB2). Le superfici di film sottili di MgB2 che vengono depositate da altre tecnologie sono spesso rozze, ruvide e non-stechiometriche. In contrasto, il sistema HPCVD può formare film puri di MgB2 di alta qualità in situ, che hanno superfici lisce, condizione richiesta per costruire giunzioni Josephson uniformi e riproducibili, uno dei requisiti fondamentali dei circuiti superconduttivi.

## Proprietà elettromagnetiche
Le proprietà dipendono grandemente dalla composizione e dal processo di fabbricazione. Molte proprietà sono anisotropiche a causa della struttura a strati. Campioni 'sporchi', come ad esempio, con ossidi ai confini del cristallo, sono differenti dai campioni 'puliti'.
- La temperatura superconduttiva di transizione Tc è di 39 kelvin: molto più bassa per esempio dell'YBCO e degli altri cuprati.
- MgB2 è un superconduttore di tipo II, ossia che campi magnetici che si incrementano progressivamente gradualmente penetrano il composto.
- La corrente critica massima (Jc) è di: 105 A/m2 a 20 T, 106 A/m2 a 18 T, 107 A/m2 at 15 T, 108 A/m2 at 10 T, 109 A/m2 at 5 T.[6]
- Nel 2008 venne scoperto che il campo critico superiore (Hc2): (parallelo ai piani ab) è di circa ~14.8 tesla, (perpendicolare ai piani ab) ~3.3 T, in film sottili fino a 74 T, in fibre fino a 55 tesla.[6]

### Stato semi-Meissner
Usando la teoria BCS e conoscendo i gap di energia delle bande di elettroni pi e sigma, che sono di 2,2 e 7,1 meV, è stato scoperto che le bande pi e sigma hanno due differenti lunghezze di coerenza, 51 nm e 13 nm. Le corrispondenti profondità di penetrazione di London sono 33,6 nm e 47,8 nm. Questo implica che le costanti di Ginzburg-Landau sono 0,66±0.02 e 3,68 rispettivamente. Il primo è meno di 1/√2 e il secondo è maggiore, e quindi il primo sembra indicare una superconduttività "marginale" di I tipo e il secondo una superconduttività "piena" di II tipo.
Si prevede che quando due diverse bande di elettroni danno luogo a due quasi-particelle, una delle quali ha una lunghezza di coerenza che indicherebbe la superconduttività di tipo I e l'altra che indicherebbe il tipo II, allora in certi casi, i vortici si attraggono alle distanze corte e manifestano repulsione alle lunghe distanze. In particolare, l'energia potenziale tra i vortici viene minimizzata alla distanza critica. Come conseguenza si ipotizza una nuova fase denominata stato semi-Meissner, nel quale i vortici sono separati dalla distanza critica. Quando il flusso che viene applicato è troppo piccolo per che l'intero superconduttore venga riempito con un lattice di vortici separati dalla distanza critica, allora vi sono ampie regioni di superconduttività di tipo I, uno stato di Meissner, che separa questi domain.
La conferma esperimentale per questa congettura è arrivata recentemente grazie a esperimenti eseguiti sul MgB2 alla temperatura di 4,2 kelvin. Gli autori hanno scoperto che vi sono davvero regimi con una densità di vortici molto più grande. Mentre la tipica variazione nella spaziatura tra i vortici di Abrikosov in un superconduttore di tipo II è dell'ordine del 1%, loro hanno trovato una variazione dell'ordine del 50%, in linea con l'idea che i vortici si possano risistemare in domini dove possono essere separati dalla distanza critica. Il termine superconduttore di tipo 1,5 è stato coniato per questo stato.

### Migliorie grazie al drogaggio chimico
Vari metodi di "doping" del MgB2 con carbonio (ad.es. usando un 10% di acido malico) possono migliorare il campo critico superiore e la densità di corrente massima
(anche con acetato di polivinile).
Un doping del 5% con carbonio può innalzare la Hc2 da 16 tesla fino a 36 T mentre abbassa la Tc soltanto di 5 kelvin (da 39 K a 34 K). La massima corrente critica (Jc) viene ridotta, ma il doping con TiB2 può ridurre il decremento. (Il drogaggio del MgB2 con titanio è un processo brevettato.)
La massima corrente critica (Jc) in un campo magnetico viene grandemente incrementata grazie al doping con ZrB2.
Anche piccole quantità di doping fanno che entrambe le bande passino nel regime di superconduttività di tipo II e dunque non si deve attendere lo stato semi-Meissner.

## Conduttività termica
MgB2 è un superconduttore multi-banda, che significa che ogni superficie di Fermi ha differenti "gap" di energia superconduttiva. Per il MgB2, il legame sigma del boro è forte, e induce un ampio "intervallo" superconduttivo tipo onda-s, mentre il legame π è debole e induce uno stretto "gap s-wave". 
Gli stati di quasi-particella ("quasiparticle states") dei vortici del gap ampio sono altamente confinati al core del vortice. D'altra parte, gli stati di quasi-particella del piccolo gap sono legati in modo lasco al cuore del vortice. Dunque essi possono essere de-localizzati e sovrapposti facilmente tra vertici adiacenti. Queste delocalizzazioni possono contribuire fortemente alla conduttività termica, che mostra bruschi incrementi sopra Hc1.

## Possibili applicazioni
Le sue proprietà superconduttive e l'economicità rendono il diboruro di magnesio conveniente per una varietà di applicazioni. Per queste applicazioni, la polvere di MgB2 viene compressa assieme ad argento metallico in nastri, grazie ad un processo denominato PIT.

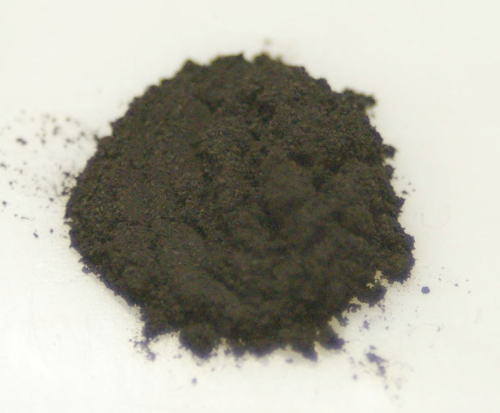
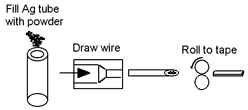
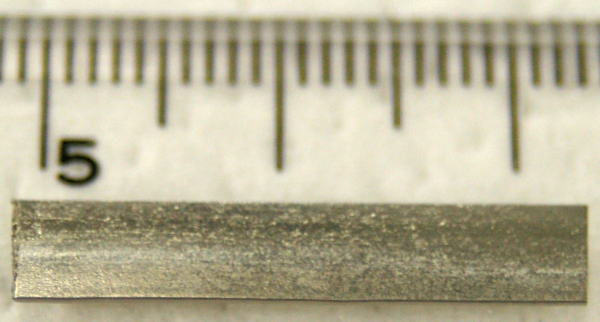

Nel 2006 venne costruito un magnete superconduttivo da 0,5 tesla destinato ad un apparecchio di risonanza magnetica nucleare, servendosi di 18 km di cavi di MgB2. Questo apparecchio MRI utilizzava un circuito chiuso di raffreddamento, che non richiedeva liquidi criogenici (azoto liquido oppure elio liquido) per essere raffreddato.
"...la prossima generazione degli strumenti MRI dovrà essere costruita con bobine in MgB2 invece che con le bobine di niobio titanio (NbTi), operando nell'ambito delle temperature dei 20–25 K senza la necessità dell'elio liquido per il raffreddamento."
Inoltre le applicazioni magnetiche dei conduttori a MgB2 si estendono ai trasformatori superconduttivi, ai rotori ed ai cavi di trasmissione a temperature attorno ai 20-25 K, in campi magnetici di circa 1-2 tesla."
Si possono utilizzare sottili rivestimenti di MgB2 in cavità a radiofrequenza superconduttive per minimizzare la perdita di energia e per ridurre l'inefficienza delle cavità di niobio raffreddate ad elio liquido.
Grazie al basso costo dei suoi elementi costitutivi, il MgB2 è un candidato promettente per l'utilizzo in magneti superconduttivi con campo da basso a medio (0,5 a 1,5 tesla), in motori elettrici e generatori, in limitatori di corrente di difetto e nelle guide di corrente.